# Joseph Balthasar Hochreither
Joseph Balthasar Hochreither (Salisburgo, 16 aprile 1669 – Salisburgo, 14 dicembre 1731) è stato un organista e compositore austriaco.
Noto per esser stato lo studente di Heinrich Biber.

## Composizioni
- Vesperae Joannis Hochenreitter [Joseph Balthasar Hochreither] de Anno 1706 in folio.[1]
- Requiem (1712); Missa Jubilus sacer (1731). St. Florianer Sängerknaben, Ars Antiqua Austria, dir.  Gunar Letzbor. Pan Classics PC 10264.